# Санта-Марія (Техас)
Санта-Марія (англ. Santa Maria) — переписна місцевість (CDP) в США, в окрузі Камерон штату Техас. Населення — 651 особа (2020).

## Географія
Санта-Марія розташована за координатами 26°4′36″ пн. ш. 97°50′48″ зх. д. / 26.07667° пн. ш. 97.84667° зх. д. (26.076752, -97.846640).  За даними Бюро перепису населення США в 2010 році переписна місцевість мала площу 0,63 км², уся площа — суходіл.

## Демографія
Згідно з переписом 2010 року, у переписній місцевості мешкали 733 особи в 201 домогосподарстві у складі 170 родин. Густота населення становила 1156 осіб/км².  Було 229 помешкань (361/км²).
Расовий склад населення:
| - 25,6 % — білих - 0,1 % — азіатів - 73,9 % — осіб інших рас |

До двох чи більше рас належало 0,3 %. Частка іспаномовних становила 99,5 % від усіх жителів.
За віковим діапазоном населення розподілялося таким чином: 36,3 % — особи молодші 18 років, 52,0 % — особи у віці 18—64 років, 11,7 % — особи у віці 65 років та старші. Медіана віку мешканця становила 29,9 року. На 100 осіб жіночої статі у переписній місцевості припадало 84,2 чоловіків;  на 100 жінок у віці від 18 років та старших — 88,3 чоловіків також старших 18 років.
Середній дохід на одне домашнє господарство  становив 34 793 долари США (медіана — 28 182), а середній дохід на одну сім'ю — 39 004 долари (медіана — 28 977). Медіана доходів становила 19 479 доларів для чоловіків та 18 088 доларів для жінок. За межею бідності перебувало 36,0 % осіб, у тому числі 66,4 % дітей у віці до 18 років та 15,7 % осіб у віці 65 років та старших.
Цивільне працевлаштоване населення становило 285 осіб. Основні галузі зайнятості: освіта, охорона здоров'я та соціальна допомога — 54,0 %, роздрібна торгівля — 13,7 %, транспорт — 5,6 %, будівництво — 5,6 %.